# Катат
Катат — река в Кемеровской области России. Впадает в Китат в 47 км от устья по левому берегу. Длина — 64 км, площадь бассейна — 397 км².
На реке находится село Вознесенка.

## Притоки
- 26 км: Соболинка (пр)
- Покровка (пр)
- Чубесовка (лв)
- Дерков Лог (пр)
- Колбовая (лв)
- Чертов Лог (пр)

## Данные водного реестра
По данным государственного водного реестра России относится к Верхнеобскому бассейновому округу,
 речной бассейн реки — (Верхняя) Обь до впадения Иртыша,
 речной подбассейн реки — Чулым,
 водохозяйственный участок реки — Чулым от в/п с. Зырянское до устья.
Код водного объекта — 13010400312115200020950.